# Ciro Immobile
Ciro Immobile (Torre Annunziata, Nápoles, 20 de febrero de 1990) es un futbolista italiano que juega como delantero en el Bologna F. C. 1909 de la Serie A.

## Biografía
Immobile nació el 20 de febrero de 1990 en Torre Annunziata, Nápoles, Campania, Italia.
Se casó con su novia, Jessica Melena, en mayo de 2014. Tienen cuatro hijos.
El 16 de abril de 2023, Immobile, que estaba acompañado por sus dos hijas, sufrió un traumatismo torácico en la columna vertebral y una fractura en la costilla derecha, luego de que su automóvil chocara contra un tranvía cerca del Estadio Olímpico de Roma.

## Trayectoria
Immobile inició su carrera como futbolista profesional en la Juventus F. C., equipo con el cual debutó en la Serie A a los 19 años de edad. En julio de 2010, fue cedido en préstamo al Siena y un año más tarde al Grosseto donde permaneció durante seis meses. El 17 de agosto de 2011, fue cedido en préstamo al Delfino Pescara.
El 18 de junio de 2012, el Genoa C. F. C. que poseía la mitad de su ficha decidió mantenerlo en su plantilla y no cederlo a otro equipo. Hizo su debut con el equipo de Liguria el 18 de agosto en el partido válido por la tercera ronda de la Copa de Italia 2012-13 contra el Hellas Verona, en el que el Genoa fue eliminado en tiros desde el punto penal. El 2 de junio de 2014 se hizo oficial su traspaso al Borussia Dortmund firmando un contrato de cinco años con el equipo alemán con un salario de 4 millones de euros al año. Tras una temporada aciaga en Dortmund, firma en el verano de 2015 por el Sevilla Fútbol Club, siendo cedido al Torino F. C. en el mercado invernal. Luego fichó por la Lazio; el 10 de septiembre de 2017 anotó un hat-trick frente al A. C. Milan en la victoria de su equipo por 4-1.
En el año 2020 se convirtió en el tercer futbolista italiano en ganar la Bota de Oro, tras marcar la cifra de 36 goles en el curso. Esta cifra también le permitió igualar el récord de más goles en una temporada de Serie A logrado por Gonzalo Higuaín en la temporada 2015-16. Al año siguiente se convirtió en el máximo goleador de la historia de la S. S. Lazio al alcanzar la cifra de 160 goles, superando la marca de 159 de un Silvio Piola que ostentaba el récord desde 1943.
El 13 de julio de 2024, después de ocho años en el equipo capitalino, fue anunciado como nuevo jugador del Beşiktaş J. K. para las siguientes dos temporadas. Debutó el 3 de agosto y tardó 21 segundos en marcar el primer tanto en la Supercopa de Turquía frente al Galatasaray S. K. Anotó un segundo gol y conquistaron el título tras ganar por 5-0. Tras la primera campaña en el país otomano, su contrato fue rescindido y regresó a Italia para jugar en el Bologna F. C. 1909.

## Selección nacional
Ha sido internacional con la selección de fútbol de Italia en 57 ocasiones y ha marcado 17 goles.
Debutó el 5 de marzo de 2014, en un encuentro ante la selección de España que finalizó con marcador de 1-0 a favor de los españoles. El 13 de mayo de 2014 el entrenador de la selección italiana, Cesare Prandelli, lo incluyó en la nómina preliminar de 30 jugadores convocados para la Copa Mundial de Fútbol de 2014. Fue confirmado en la lista definitiva de 23 jugadores el 1 de junio.
En junio de 2021 el técnico Roberto Mancini lo incluyó en el equipo de Italia para la Eurocopa 2020. En el partido inaugural del torneo, el 11 de junio, marcó el segundo gol de Italia y asistió a Insigne en el último gol de su equipo en la victoria por 3-0 sobre Turquía. En el siguiente partido del grupo, el 16 de junio, marcó el tercer gol en la victoria por 3-0 sobre Suiza. En la semifinal contra España, el 6 de julio, asistió al primer gol anotado en la segunda mitad por Federico Chiesa, del empate 1-1, antes de ser sustituido por Domenico Berardi; después de la prórroga, Italia avanzó a la final del torneo tras una victoria por 4-2 en la tanda de penaltis. El 11 de julio se proclamaron campeones de Europa tras una victoria por 3-2 en la tanda de penaltis sobre Inglaterra en el estadio de Wembley en la final, tras un empate 1-1 en la prórroga; comenzó el partido, pero fue reemplazado nuevamente por Berardi durante la segunda mitad del tiempo reglamentario.

### Participaciones en Copas del Mundo
| Mundial                        | Sede   | Resultado    | Partidos | Goles |
| ------------------------------ | ------ | ------------ | -------- | ----- |
| Copa Mundial de Fútbol de 2014 | Brasil | Primera fase | 2        | 0     |

### Participaciones en Eurocopas
| Eurocopa                | Sede    | Resultado        |
| ----------------------- | ------- | ---------------- |
| Eurocopa Sub-21 de 2013 | Israel  | Subcampeón       |
| Eurocopa 2016           | Francia | Cuartos de final |
| Eurocopa 2020           | Europa  | Campeón          |

## Estadísticas

### Clubes
Actualizado al último partido disputado el 25 de mayo de 2025. Resaltadas temporadas en calidad de cesión.
| Club | Div.          | Temporada(1)  | Liga  | Liga  | Copas nacionales(2) | Copas nacionales(2) | Copas internacionales(3) | Copas internacionales(3) | Total(4) | Total(4) | Media goleadora |
| Club | Div.          | Temporada(1)  | Part. | Goles | Part.               | Goles               | Part.                    | Goles                    | Part.    | Goles    | Media goleadora |
| --- | ------------- | ------------- | ----- | ----- | ------------------- | ------------------- | ------------------------ | ------------------------ | -------- | -------- | --------------- |
| Juventus F. C. · Italia | 1.ª           | 2008-09       | 1     | 0     | -                   | -                   | -                        | -                        | 1        | 0        | 0               |
| Juventus F. C. · Italia | 1.ª           | 2009-10       | 2     | 0     | 1                   | 0                   | 1                        | 0                        | 4        | 0        | 0               |
| Juventus F. C. · Italia | Total club    | Total club    | 3     | 0     | 1                   | 0                   | 1                        | 0                        | 5        | 0        | 0               |
| A. C. Siena · Italia | 2.ª           | 2010-11       | 4     | 1     | 2                   | 1                   | -                        | -                        | 6        | 2        | 0.33            |
| A. C. Siena · Italia | Total club    | Total club    | 4     | 1     | 2                   | 1                   | 0                        | 0                        | 6        | 2        | 0.33            |
| U. S. Grosseto · Italia | 2.ª           | 2010-11       | 16    | 1     | -                   | -                   | -                        | -                        | 16       | 1        | 0.06            |
| U. S. Grosseto · Italia | Total club    | Total club    | 16    | 1     | 0                   | 0                   | 0                        | 0                        | 16       | 1        | 0.06            |
| Delfino Pescara · Italia | 2.ª           | 2011-12       | 37    | 28    | -                   | -                   | -                        | -                        | 37       | 28       | 0.76            |
| Delfino Pescara · Italia | Total club    | Total club    | 37    | 28    | 0                   | 0                   | 0                        | 0                        | 37       | 28       | 0.76            |
| Genoa C. F. C. · Italia | 1.ª           | 2012-13       | 33    | 5     | 1                   | 0                   | -                        | -                        | 34       | 5        | 0.15            |
| Genoa C. F. C. · Italia | Total club    | Total club    | 33    | 5     | 1                   | 0                   | 0                        | 0                        | 34       | 5        | 0.15            |
| Torino F. C. · Italia | 1.ª           | 2013-14       | 33    | 22    | 1                   | 1                   | -                        | -                        | 34       | 23       | 0.68            |
| Borussia Dortmund · Alemania | 1.ª           | 2014-15       | 24    | 3     | 4                   | 3                   | 6                        | 4                        | 34       | 10       | 0.29            |
| Borussia Dortmund · Alemania | Total club    | Total club    | 24    | 3     | 4                   | 3                   | 6                        | 4                        | 34       | 10       | 0.29            |
| Sevilla F. C. · España | 1.ª           | 2015-16       | 8     | 2     | 3                   | 2                   | 4                        | 0                        | 15       | 4        | 0.27            |
| Sevilla F. C. · España | Total club    | Total club    | 8     | 2     | 3                   | 2                   | 4                        | 0                        | 15       | 4        | 0.27            |
| Torino F. C. · Italia | 1.ª           | 2015-16       | 14    | 5     | -                   | -                   | -                        | -                        | 14       | 5        | 0.36            |
| Torino F. C. · Italia | Total club    | Total club    | 47    | 27    | 1                   | 1                   | 0                        | 0                        | 48       | 28       | 0.58            |
| S. S. Lazio · Italia | 1.ª           | 2016-17       | 36    | 23    | 5                   | 3                   | -                        | -                        | 41       | 26       | 0.63            |
| S. S. Lazio · Italia | 1.ª           | 2017-18       | 33    | 29    | 5                   | 4                   | 9                        | 8                        | 47       | 41       | 0.87            |
| S. S. Lazio · Italia | 1.ª           | 2018-19       | 36    | 15    | 5                   | 3                   | 5                        | 1                        | 46       | 19       | 0.41            |
| S. S. Lazio · Italia | 1.ª           | 2019-20       | 37    | 36    | 3                   | 1                   | 4                        | 2                        | 44       | 39       | 0.89            |
| S. S. Lazio · Italia | 1.ª           | 2020-21       | 35    | 20    | 1                   | 0                   | 5                        | 5                        | 41       | 25       | 0.61            |
| S. S. Lazio · Italia | 1.ª           | 2021-22       | 31    | 27    | 2                   | 1                   | 7                        | 4                        | 40       | 32       | 0.8             |
| S. S. Lazio · Italia | 1.ª           | 2022-23       | 31    | 12    | 1                   | 0                   | 6                        | 2                        | 38       | 14       | 0.37            |
| S. S. Lazio · Italia | 1.ª           | 2023-24       | 31    | 7     | 4                   | 0                   | 8                        | 4                        | 43       | 11       | 0.26            |
| S. S. Lazio · Italia | Total club    | Total club    | 270   | 169   | 26                  | 12                  | 44                       | 26                       | 340      | 207      | 0.61            |
| Beşiktaş J. K. Turquía | 1.ª           | 2024-25       | 30    | 15    | 3                   | 2                   | 8                        | 2                        | 41       | 19       | 0.46            |
| Beşiktaş J. K. Turquía | Total club    | Total club    | 30    | 15    | 3                   | 2                   | 8                        | 2                        | 41       | 19       | 0.46            |
| Bologna F. C. 1909 · Italia | 1.ª           | 2025-26       | 0     | 0     | 0                   | 0                   | 0                        | 0                        | 0        | 0        | 0               |
| Bologna F. C. 1909 · Italia | Total club    | Total club    | 0     | 0     | 0                   | 0                   | 0                        | 0                        | 0        | 0        | 0               |
| Total carrera | Total carrera | Total carrera | 472   | 251   | 41                  | 21                  | 63                       | 32                       | 576      | 304      | 0.53            |
| (1) Resaltados los goles que le proclamaron máximo goleador del campeonato. (2) Incluye datos de la Coppa Italia, Supercoppa di Lega (2008-24) / DFB-Pokal, DFL-Supercup (2014-15) / Copa del Rey (2015-16) / Supercopa de Turquía, Copa de Turquía (2024-act.). (3) Incluye datos de la Liga de Campeones (2009-act.); Supercopa de Europa (2015-16); Liga Europa (2016-act.); Liga Europa Conferencia de la UEFA (2022-act.). (4) No incluye goles en partidos amistosos. |               |               |       |       |                     |                     |                          |                          |          |          |                 |

#### Tripletes
| 1 | 22 de marzo de 2014      | Estadio Olímpico de Turín, Turín      | Torino - Livorno      |  | 3 - 1 | Serie A 2013-14      |
| 2 | 10 de septiembre de 2017 | Estadio Olímpico de Roma, Roma        | Lazio - Milan         |  | 4 - 1 | Serie A 2017-18      |
| 3 | 6 de enero de 2018       | Estadio Paolo Mazza, Ferrara          | S. P. A. L. - Lazio   |  | 2 - 5 | Serie A 2017-18      |
| 4 | 22 de febrero de 2018    | Estadio Olímpico de Roma, Roma        | Lazio - FCSB          |  | 5 - 1 | Liga Europea 2017-18 |
| 5 | 18 de enero de 2020      | Estadio Olímpico de Roma, Roma        | Lazio - Sampdoria     |  | 5 - 1 | Serie A 2019-20      |
| 6 | 26 de julio de 2020      | Estadio Marcantonio Bentegodi, Verona | Hellas Verona - Lazio |  | 1 - 5 | Serie A 2019-20      |
| 7 | 28 de agosto de 2021     | Estadio Olímpico de Roma, Roma        | Lazio - Spezia Calcio |  | 6 - 1 | Serie A 2021-22      |
| 8 | 10 de abril de 2022      | Estadio Luigi Ferraris, Génova        | Genoa - Lazio         |  | 4 - 1 | Serie A 2021-22      |

## Palmarés

### Títulos nacionales
| Título                | Club              | País     | Año     |
| --------------------- | ----------------- | -------- | ------- |
| Serie B               | Delfino Pescara   | Italia   | 2011-12 |
| Supercopa de Alemania | Borussia Dortmund | Alemania | 2014    |
| Supercopa de Italia   | S. S. Lazio       | Italia   | 2017    |
| Copa Italia           | S. S. Lazio       | Italia   | 2018-19 |
| Supercopa de Italia   | S. S. Lazio       | Italia   | 2019    |
| Supercopa de Turquía  | Beşiktaş J. K.    | Turquía  | 2024    |

### Títulos internacionales
| Título   | Club (*)            | Sede   | Año  |
| -------- | ------------------- | ------ | ---- |
| Eurocopa | Selección de Italia | Europa | 2020 |

(*) Incluyendo la selección.

### Distinciones individuales
| Distinción                                                      | Año        |
| --------------------------------------------------------------- | ---------- |
| Máximo goleador de la Serie B (28 goles)                        | 2012       |
| Futbolista del Año en la Serie B                                | 2012       |
| Máximo goleador de la Serie A (22 goles)                        | 2014       |
| Equipo del Año en la Serie A.                                   | 2014       |
| Máximo goleador de la Serie A (29 goles)                        | 2018       |
| Máximo goleador de la Serie A (36 goles)                        | 2020       |
| Mejor delantero de la Serie A                                   | 2020, 2022 |
| Bota de Oro                                                     | 2020       |
| Máximo goleador de la Serie A (27 goles)                        | 2022       |
| Parte de los 100 mejores jugadores del mundo según The Guardian | 2022       |